# Павлов, Михаил Михайлович (футболист)
Михаил Михайлович Павлов (укр. Михайло Михайлович Павлов; 25 октября 1962, с. Белгород-Днестровский, Одесская область, Украинская ССР) — советский и молдавский футболист, нападающий.

## Игровая карьера
Воспитанник футбольной школы города Белгород-Днестровский. Первый тренер — П. Шопский.
В 1992 году сыграл девять матчей в высшей лиге чемпионата Украины за «Эвис». Автор первого гола николаевской команды в чемпионатах Украины. Более ста матчей провёл в высшей лиге чемпионата Молдавии. Бронзовый призёр сезона 1995/96 с командой «Конструкторул» (Кишинёв).
С учётом матчей чемпионата СССР, в составе команды «Тигина» (Бендеры) провёл более 150 матчей.